# Nyeri (hạt)
Hạt Nyeri là một hạt thuộc tỉnh Trung ở Kenya. Theo điều tra dân số ngày 24 tháng 8 năm 1999, hạt này có dân số 661156 người. Hạt Nyeri có diện tích 3356 km². Hạt lỵ đóng tại Nyeri.